# Sinfonia da Requiem
Sinfonia da Requiem, op. 20, per a orquestra és una simfonia composta per Benjamin Britten el 1940. És un treball primerenc del compositor britànic, fet amb només 26 anys, no obstant això, marca una de les seves tendències estètiques i existencials: la preocupació per la guerra i el conflicte com a limitador de la singularitat humana.
Va ser una de les diverses obres encarregades a diferents compositors pel govern japonès per commemorar el 2600è aniversari de la fundació de l'Imperi japonès de l'emperador Jimmu (que va ser l'11 de febrer de 660 aC des del naixement de l'emperador Jimmu). El govern japonès va rebutjar la Sinfonia pel seu ús dels títols llatins del Catholic Requiem pels seus tres moviments i pel seu caràcter ombrívol, però va ser rebut positivament en la seva estrena mundial a Nova York el 29 de març de 1941 sota John Barbirolli. Una actuació a Boston amb Serge Koussevitzky va donar lloc a l'encàrrec de l'òpera Peter Grimes de les Koussevitzky Music Foundations.
La Sinfonia és l'obra purament orquestral més gran de Britten escrita per a la sala de concerts. Va ser la seva primera obra orquestral important que no inclou cap solista i, segons el musicòleg Peter Evans, representa el punt àlgid de la seva producció primerenca en aquest gènere. A diferència de moltes altres obres de Britten d'aquest període, aquesta ha mantingut la seva popularitat i continua formant part dels programes de concerts orquestrals.

## Història
A principis de tardor (hemisferi nord) de 1939, Britten va ser abordat a través del British Council per escriure una obra orquestral per a una festivitat especial d'una gran potència no especificada. Britten va acceptar aquesta petició en principi, amb la condició que no se li demanés compondre una peça amb cap mena de caràcter patrioter. Posteriorment, Britten va saber que el sol·licitant era el Japó, el govern del qual havia demanat obres de compositors de diversos països per celebrar el 2600 aniversari de la dinastia governant. En aquest punt, el Japó estava plenament compromès en la seva invasió de la Xina continental, però encara no havia entrat formalment a la Segona Guerra Mundial ni s'havia aliat amb l'Alemanya nazi o la Itàlia feixista. També havia desenvolupat un gran coneixement de la música clàssica occidental. Van ser nombrosos els grups d'actuació formats per músics occidentals. Altres compositors occidentals que van rebre encàrrecs van incloure Richard Strauss, a qui Joseph Goebbels del govern alemany nazi va ordenar la participació, i el compositor francès Jacques Ibert. Juntament amb els compositors occidentals convidats, diversos compositors japonesos van participar en les celebracions de l'aniversari.
Van passar sis mesos abans que arribés el contracte per escriure aquesta obra. En aquest moment, Britten havia començat a treballar a la Sinfonia. El retard en rebre el contracte li va deixar només sis setmanes per complir l'encàrrec. L'única obra que Britten es va sentir capaç d'acabar a temps va ser la Sinfonia. A Britten on Music, el compositor va escriure que després es va acostar al cònsol japonès local, va discutir la naturalesa de l'obra i la seva idoneïtat per a l'ocasió per a la qual estava destinada i va dir al cònsol els títols llatins dels tres moviments de l'obra. Britten va suposar que tota la informació que va revelar havia estat enviada a l'ambaixador japonès. Va escriure que posteriorment se li va notificar que la Sinfonia compliria satisfactòriament l'encàrrec. Britten va completar el treball, el va presentar i durant sis mesos no va saber res més sobre l'assumpte.
A la tardor de 1940, Britten va ser convocat al consolat japonès, on se li va llegir una llarga carta del vescomte Hidemaro Konoye, que era l'organitzador de la celebració. El vescomte era el germà petit del príncep Fumimaro Konoye, llavors primer ministre del Japó. En aquesta carta, el vescomte acusava Britten, com va escriure més tard Britten, "d'insultar un poder amable, d'oferir una obra cristiana on el cristianisme era aparentment inacceptable, que l'obra era lúgubre, etc." Aquesta part de la carta deia: "Temem que el compositor hagi entès molt malament el nostre desig... [La música] té un to melancòlic tant en el seu patró melòdic com en el seu ritme, cosa que la fa inadequada per ser interpretada en una ocasió com la nostra cerimònia nacional."
Amb l'ajuda del poeta i company expatriat WH Auden, Britten va respondre per escrit, "de la manera més digna possible", que el seu subministrament d'una obra cristiana no va ser cap sorpresa, ja que era cristià i venia d'una nació cristiana. Va negar la suposada desgràcia de la Sinfonia i qualsevol intenció d'insult, i va assegurar que el retard en la recepció del contracte va eliminar la possibilitat de compondre una obra de celebració dins el termini. Britten va enviar aquesta carta al consolat britànic, que la va aprovar i la va enviar a Tòquio. Aquesta va ser l'última vegada, va escriure, que va saber de l'assumpte. Després de l'⁣atac a Pearl Harbor, les relacions entre la Gran Bretanya i el Japó es van trencar. Tot i que la peça va ser rebutjada, els japonesos no van demanar la devolució de la quota d'encàrrec. En canvi, el vescomte Konoye va anunciar que la partitura de Britten havia arribat massa tard per ser inclosa a la celebració.

## Representacions
L'estrena va tenir lloc el 29 de març de 1941 al Carnegie Hall de Nova York, amb la Filharmònica de la ciutat sota la direcció de John Barbirolli. La primera interpretació de l'obra al Japó la va dirigir el mateix autor l'any 1956.

## Moviments
Aquesta simfonia consta de tres moviments sense interrupció:
- Lacrymosa (Andante ben misurato)
- Dies irae (Allegro con fuoco)
- Requiem aeternam (Andante molto tranquillo)

Els títols dels tres moviments es deriven de la missa catòlica pels morts, però sense cap vincle directe amb la litúrgia. Britten descriu els tres moviments d'aquesta manera:
- un lament lent en forma de marxa;
- una forma de dansa de la mort;
- la resolució final.

I. Lacrymosa

II. Dies irae
III. Requiem aeternam.